# Cees Lok
Cornelis Lok, detto Cees (Emmeloord, 18 agosto 1966), è un allenatore di calcio, dirigente sportivo ed ex calciatore olandese, di ruolo difensore.